# Sara Sawyer
Pour les articles homonymes, voir Sawyer.
Sara Lea Sawyer est une biologiste cellulaire américaine, professeure à l'Université du Colorado à Boulder, spécialiste des virus animaux qui infectent les humains, et elle s'intéresse dans ce cadre au virus émergent SARS-CoV-2. Elle est récipiendaire du Presidential Early Career Award for Scientists and Engineers en 2011.

## Formation
Sara Sawyer est née à Olathe, dans le Kansas. Elle était étudiante de premier cycle à l'université du Kansas, où elle s'est spécialisée en génie chimique. En tant qu'étudiante de premier cycle, elle a travaillé sur la technologie des piles à combustible. Elle est diplômée en 1996, avec un mémoire intitulé « The final steps in the initiation of DNA replication: Activation of the pre-replication complex » (2003), Sawyer a travaillé dans l'industrie pétrolière en tant qu'ingénieure de forage dans le golfe du Mexique. Elle poursuit ses études à l'université Cornell, où elle obtient en 2003 son doctorat, avec une thèse sur les dernières étapes de l'initiation de la réplication de l'ADN. Sawyer est chercheuse postdoctorale auprès de Harmit Malik au Fred Hutchinson Cancer Research Center, où elle a étudié la protéine APOBEC3G (en), qui défend les cellules contre le VIH/SIDA en provoquant une mutation dans le code génétique du virus. En réponse à ces mutations, le virus VIH produit la Vif, une protéine qui se lie à APOBEC3G et l'identifie pour la destruction. Elle a découvert qu'APOBEC3G avait évolué bien avant qu'il y ait des preuves de virus de type VIH chez les primates.
Elle est professeure associée à l'université du Texas à Austin, puis est professeure au BioFrontiers Institute, au sein du département de biologie moléculaire, cellulaire et développementale (MCDB) à l'université du Colorado à Boulder.

## Recherche et carrière
Sawyer a cofondé la société de biosciences Darwin Biosciences en 2020<. Pendant la pandémie de Covid-19, Sawyer a enquêté sur la façon dont le SARS-CoV-2 se propage entre les personnes infectées. Dans le cadre de cet effort, elle a développé un test de dépistage COVID-19 rapide, bon marché et facile. Le test était basé sur une amplification isotherme médiée par une boucle de transcription inverse (en) (RT-LAMP). Elle a analysé plus de 72 000 échantillons de test COVID collectés auprès d'étudiants et de membres du personnel de l'Université du Colorado à Boulder entre août et novembre 2021. Elle a découvert que seulement 2% des patients COVID étaient responsables de 90% du virus en circulation. Quant aux étudiants vivant en université d'hébergement, elle a constaté que seulement un cinquième des personnes testées positives dans les résidences universitaires ont effectivement infecté leurs colocataires. Ces étudiants infectieux avaient une charge virale presque sept fois plus élevée que les non-épandeurs. Elle a également montré que les étudiants des chambres individuelles étaient deux fois moins susceptibles d'être infectés. 

## Récompenses et honneurs
- 2006 : Burroughs Wellcome Early Career Award dans les sciences biomédicales[9]
- 2011 : Presidential Early Career Award for Scientists and Engineers (PECASE)[10],[11].
- 2013 : chercheuse du Fonds Burroughs Wellcome[12]
- 2014 : prix Omenn du meilleur article sur l'évolution [13]

## Publications (sélection)
- (en) Sara L. Sawyer, Lily I. Wu, Michael Emerman et Harmit S. Malik, « Positive selection of primate TRIM5alpha identifies a critical species-specific retroviral restriction domain », Proceedings of the National Academy of Sciences, Washington et États-Unis, NAS, vol. 102, no 8,‎ 22 février 2005, p. 2832-7 (ISSN 0027-8424 et 1091-6490, OCLC 43473694 et 1607201, PMID 15689398, PMCID 549489, DOI 10.1073/PNAS.0409853102).
- (en) Sara L Sawyer, Michael Emerman et Harmit S Malik, « Ancient adaptive evolution of the primate antiviral DNA-editing enzyme APOBEC3G », PLOS Biology, PLoS, vol. 2, no 9,‎ septembre 2004, E275 (ISSN 1544-9173 et 1545-7885, OCLC 265381048, PMID 15269786, PMCID 479043, DOI 10.1371/JOURNAL.PBIO.0020275).
- (en) Dianne I Lou, Jeffrey A. Hussmann, Ross M McBee, Ashley Acevedo, Raul Andino, William H Press et Sara Sawyer, « High-throughput DNA sequencing errors are reduced by orders of magnitude using circle sequencing », Proceedings of the National Academy of Sciences, Washington et États-Unis, NAS, vol. 110, no 49,‎ 15 novembre 2013, p. 19872-19877 (ISSN 0027-8424 et 1091-6490, OCLC 43473694 et 1607201, PMID 24243955, PMCID 3856802, DOI 10.1073/PNAS.1319590110).